# Galette (cuisine)
Pour les articles homonymes, voir Galette.
Ne doit pas être confondu avec galette bretonne.
La galette (du mot normand gale, signifiant « gâteau plat »[réf. nécessaire]) est un terme utilisé dans la cuisine française pour désigner divers types de gâteaux croûtés plats, ronds ou de forme libre, faits de pâte feuilletée ou levée.
Le terme est attesté au XIIIe siècle.
Parmi les galettes de type gâteau, une variété notable est la galette des rois, consommée le jour de l'Épiphanie. Au Canada français, le terme galette est généralement appliqué à des pâtisseries que l'on peut décrire comme de gros biscuits.
Les principales galettes sont :
- la galette de ménage, faite de pâte épaisse, compacte, non feuilletée ;
- La Tortilla
- la galette de plomb[5], faite d'une pâte non feuilletée, composée de farine, beurre, sel, sucre, lait et œuf, pétrie avec les mains, et cuite au four de campagne avec du feu dessus et dessous ;
- la galette des rois, faite de pâte feuilletée et confectionnée à l'occasion de la fête des Rois ; elle contient une fève (généralement en un petit sujet en porcelaine), qui permet de désigner le « roi » de la fête.

## Variantes

### Galette aux fruits

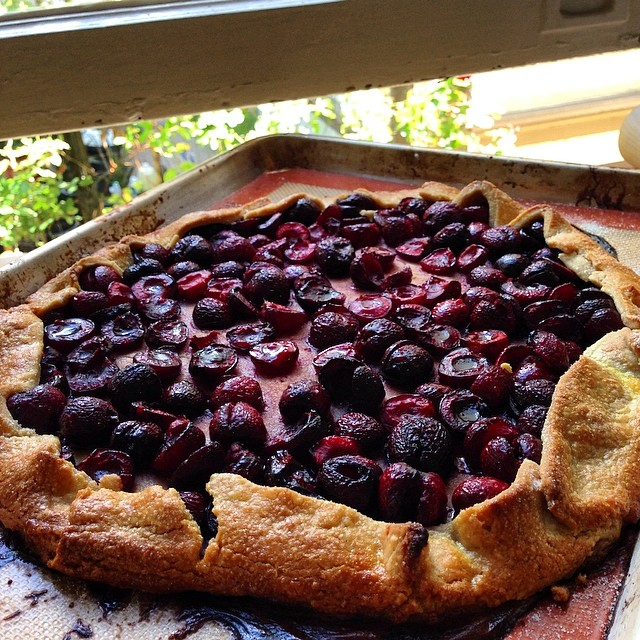
Galette aux cerises.

Une forme courante de galette ressemble à un type de tarte à croûte unique, de forme libre, avec une garniture aux fruits et la croûte repliée en partie sur le dessus de la garniture. Le site joyofbaking.com définit le terme galette comme « un terme français désignant un gâteau rond et plat qui peut être sucré ou salé et, bien que les recettes puissent utiliser une pâte feuilletée comme base, elles peuvent également être faites à partir de pâtes levées à la levure comme la brioche, ou avec une croûte de pâte sucrée ».
Les fruits utilisés dans ces types de galettes sont généralement de saison et peuvent inclure une ou plusieurs pommes, des baies telles que des fraises ou des myrtilles, ou des fruits à noyau tels que des pêches, des prunes, des nectarines ou des cerises. Diverses épices, zestes ou poivrons peuvent être ajoutés au cours du processus de préparation à souhait. La base de la pâte est souvent faite maison mais peut également être achetée dans le commerce.
Le magazine américain Bon Appétit écrit à propos de ces galettes : « Elles sont impressionnantes et photogéniques, mais dans le genre 'Oh, j'ai juste mélangé tout ça'. Elles sont rustiques et invitantes ; venez comme vous êtes. ... Ce sont leurs imperfections qui les distinguent - en fait, moins vous en faites, plus elles sont belles ».

### Galette créole
La galette guyanaise (plus communément appelée galette créole) est une pâtisserie traditionnelle de la cuisine guyanaise. Il s'agit d'une variante créole de la galette des rois qui est consommée comme dessert lors de l'Épiphanie.
Elle peut être garnie de crème, noix de coco, goyave, etc. Elle est consommée pendant toute la période Carnaval (de l'épiphanie aux jours du Mercredi des Cendres) et de préférence accompagnée de champagne.

### Autres
Il y a de nombreuses galettes telles que  la galette au sucre de Pérouges, la galette bressane, la galette charentaise, la galette comtoise, la galette de Lisieux, la galette de millet, etc.
Dans le Nord de la France et en Belgique ainsi qu'en République démocratique du Congo, la galette est une sorte de gaufre rectangulaire qui n'est pas molle (voir par exemple la « galette au beurre et au sucre »). 
C'est aussi un terme utilisé par les marins pour désigner le biscuit de mer, sorte de pain plat et dur emporté lors des longs voyages. 
C'est également une préparation culinaire ronde et plate (galette de pommes de terre, galette de riz soufflé)...
Dans l'ouest de la France et au Québec, le terme de galette désigne une sorte de crêpe au sarrasin.